# Mečja leska
Mečja leska (lat. Corylus colurna L.), je visoko listopadno drvo iz porodice Betulaceae ili Corylaceae . Često se gaji kao parkovska vrsta, ali i kao podloga za kalemljenje obične leske. Drugi domaći nazivi za ovu vrstu su medveđa leska, divlja leska, divlji lešnik, divoljeska.

## Rasprostranjenost
Areal mečje leske obuhvata Rumuniju, Balkansko poluostrvo, Malu Aziju, Iran, i Indo-himalajsku oblast. U Srbiji je karakteristična vrsta za Đerdapsko područje, gde ulazi kao edifikator u veći broj fitocenoza, zajedno sa bukvom, hrastom i drugim vrstama (Fageto-hyrcaneto-colurnetum Jov., Fago-colurnetum mixtum Miš., Querco-colurnetum Miš. i dr).

## Opis vrste
Mečja leska je listopadno jednodomo drvo visine do 25, ređe i do 30 m, prsnog prečnika debla do 75 cm (ređe i do 1 m). Krošnja je pravilna, kupasta do široko zaobljena. Kora debla je sivkasto bela do tamno siva, plutasta, uzdužno plitko ispucala. Jednogodišnji izdanci su dlakavi, žućkaste boje, a kasnije posive i postaju plutasti.
Pupoljci su krupni, dugi 6-7 mm. Listovi široko jajoliki do okruglasti, dugi 7-12 cm i široki 5-10 cm. S lica su tamno zeleni, a s naličja dlakavi duž nerava. Po obodu su dvostruko testerasti, nešto suženi pri vrhu, dok je osnova lista srcoliko urezana. Prvi par bočnih nerava nastavlja se na peteljku i nije obrastao liskom. Lisna peteljka duga je do 2,5 cm i često žlezdasto maljava.
Muški cvetovi u cvastima - resama, po 2-3 rese zajedno, formiraju se u jesen i tako prezimljuju. Ženski cvetovi javljaju se u proleće. Sitni su i neugledni, kao kod obične leske. Plodovi, lešnici, javljaju se po 3-8 zajedno. Okruglasti su, nešto spljošteni, dugi 17-20 mm i 12-18 mm u prečniku. Perikarp je debeo i tvrd, a jezgro sitno. Listoliki omotač ploda je žlezdasto dlakav i mesnat, obuhvata čitav plod i 2-3 puta premašuje veličinu ploda svojim nepravilnim končastim nastavcima, koji su povijeni na sve strane.
- Kora debla
- Pupoljak
- Muške cvasti - rese
- Ženski cvetovi
- Nezreli plodovi
- Zreli plodovi
- Habitus
- Listovi i nezreli plod
- Nezreli plod
- Deblo i listovi
- Deblo i listovi
- List

## Uslovi staništa
Mečja leska doživi starost i preko 200 godina. Raste brzo i otporna je na mraz. Podnosi veće zasenjivanje od obične leske. Traži dublja i svežija zemljišta, na krečnjaku. Pretežno je nalazimo od 100-1200 metara, a penje se i do 1700 m nadmorske visine. Ekološka amplituda je široka. Mečija leska je zastupljena u većem broju reliktnih zajednica (fitocenoza) toplijih predela. U svim ovim zajednicamapokazuje širok ekološki dijapazon i izgrađuje posebne ekotipove koji se međusobno razlikuju.

## Upotreba
Drvo mečje leske ima visoke tehničke vrednosti. Čvrsto je i žilavo. Dobro se polira i upotrebljava se u industriji nameštaja.
Karakteristično je da mečja leska ne daje izdanke, te se koristi kao podloga za gajenje plemenitih sorti obične leske, gde služi kao stablotvorac. U Srbiji se mečija leska uzgaja u voćarskim rasadnicima posebno za ovu namenu.

## Značaj u ozelenjavanju
U Srbiji se mečja leska često gaji u rasadnicima i kao ukrasna vrsta. Dekorativnosti doprinosi celokupan habitus ovog drveta, ali i pravilna gusta krošnja čije lišće ostaje zeleno do duboko u jesen. Zbog pravilnog oblika debla i krošnje naročito je pogodna za drvorede, a izuzetno je lepa i kao soliterno stablo. U gradskim sredinama dobro uspeva. Dobro vezuje teren, pa je pogodna za poljozaštitne pojaseve, a gusta krošnja čini je dobrim izborom i za vetrozaštitni pojas.

## Napomene
1. ↑  U zavisnosti od sistematizacije rod leski se ponekad svrstava i u podporodicu ili posebnu porodicu Corylaceae

## Literatura
Вукићевић, Емилија (1982), Декоративна дендрологија (2. изд.), Београд: Привредно финансијски водич, стр. 307—310

## Spoljašnje veze
„CORYLUS COLURNA L.”. www.mojabasta.com. Moja bašta. Архивирано из оригинала 13. 05. 2016. г. Приступљено 27. 4. 2016.